# Noordelijke rode muntjak
De noordelijke rode muntjak (Muntiacus vaginalis) is een zoogdier uit de familie van de hertachtigen (Cervidae). De wetenschappelijke naam van de soort werd in 1852 gepubliceerd door Pieter Boddaert.

## Taxonomie
De soort werd lange tijd gerekend als ondersoort van de "Indische muntjak" (Muntiacus muntjak), die nu de Zuidelijke rode muntjak genoemd wordt. Echter, dit taxon bleek dusdanig verschillend dat het als aparte soort afgesplitst werd. Later zijn er nog twee soorten van de noordelijke rode muntjak afgesplitst, namelijk Muntiacus aureus en Muntiacus malabaricus.

## Voorkomen
De soort komt voor in India, Nepal, Bangladesh, Bhutan, Myanmar, Thailand, Cambodja, Vietnam en het zuiden van China.